# Bavaria (estatua)

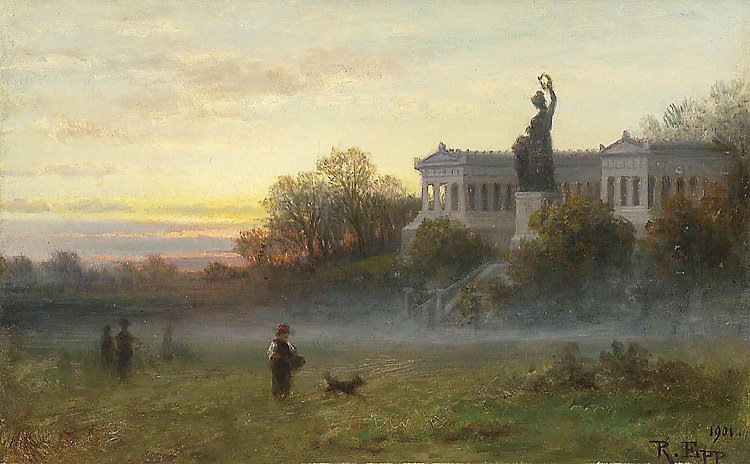
Rudolf Epp: Bavaria y la Theresienwiese en Múnich (hacia 1900).

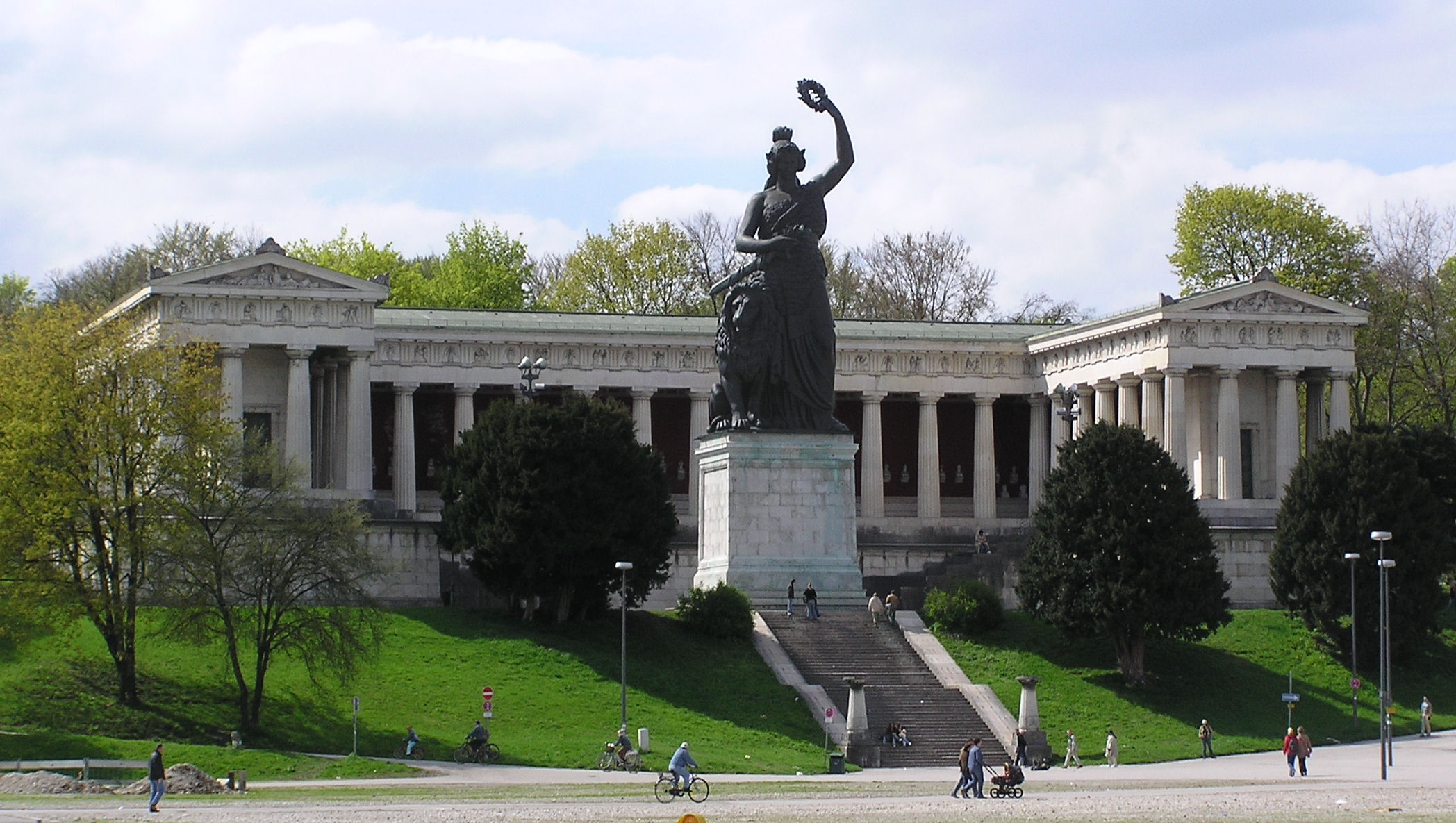
Bavaria con Ruhmeshalle.

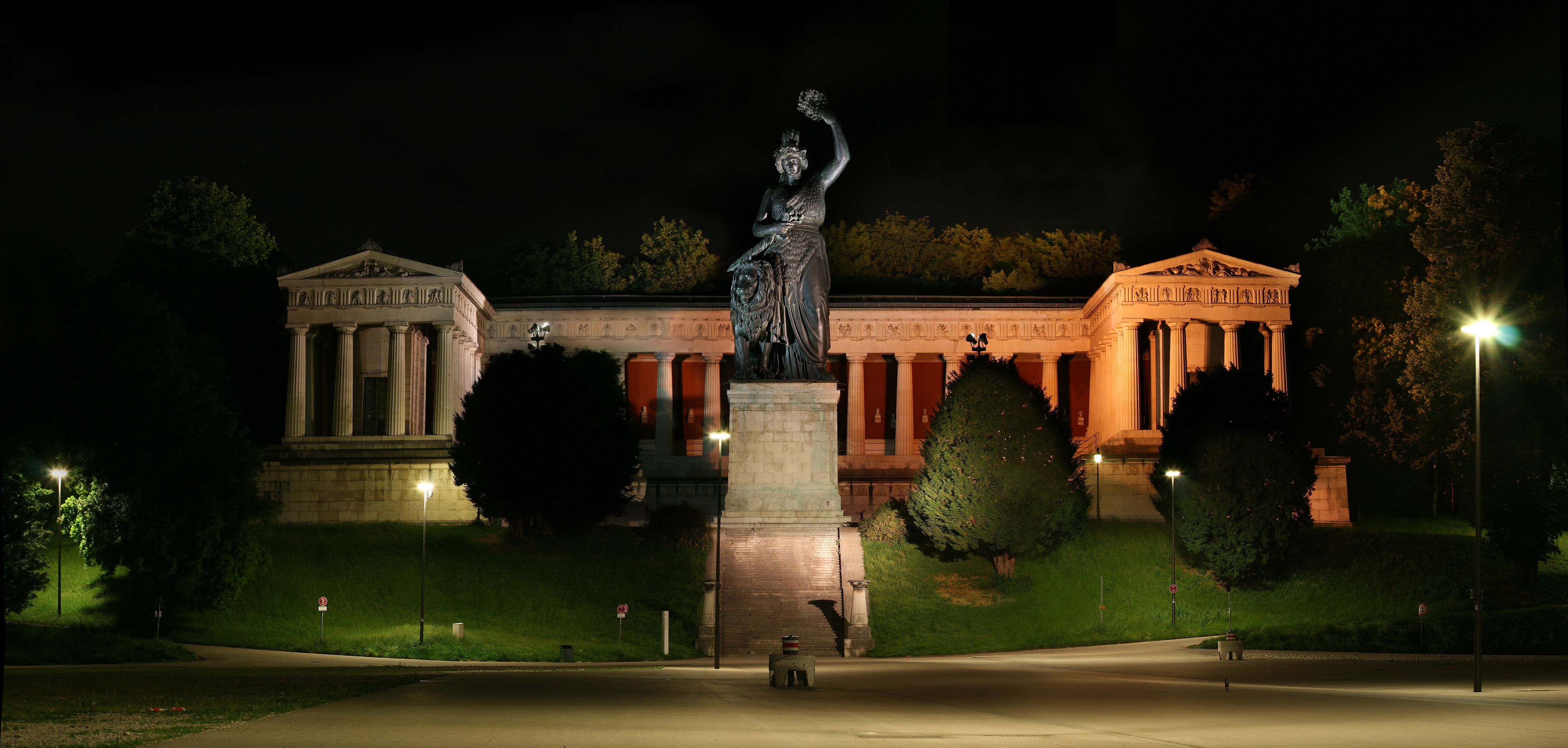
Bavaria y Ruhmeshalle de noche.

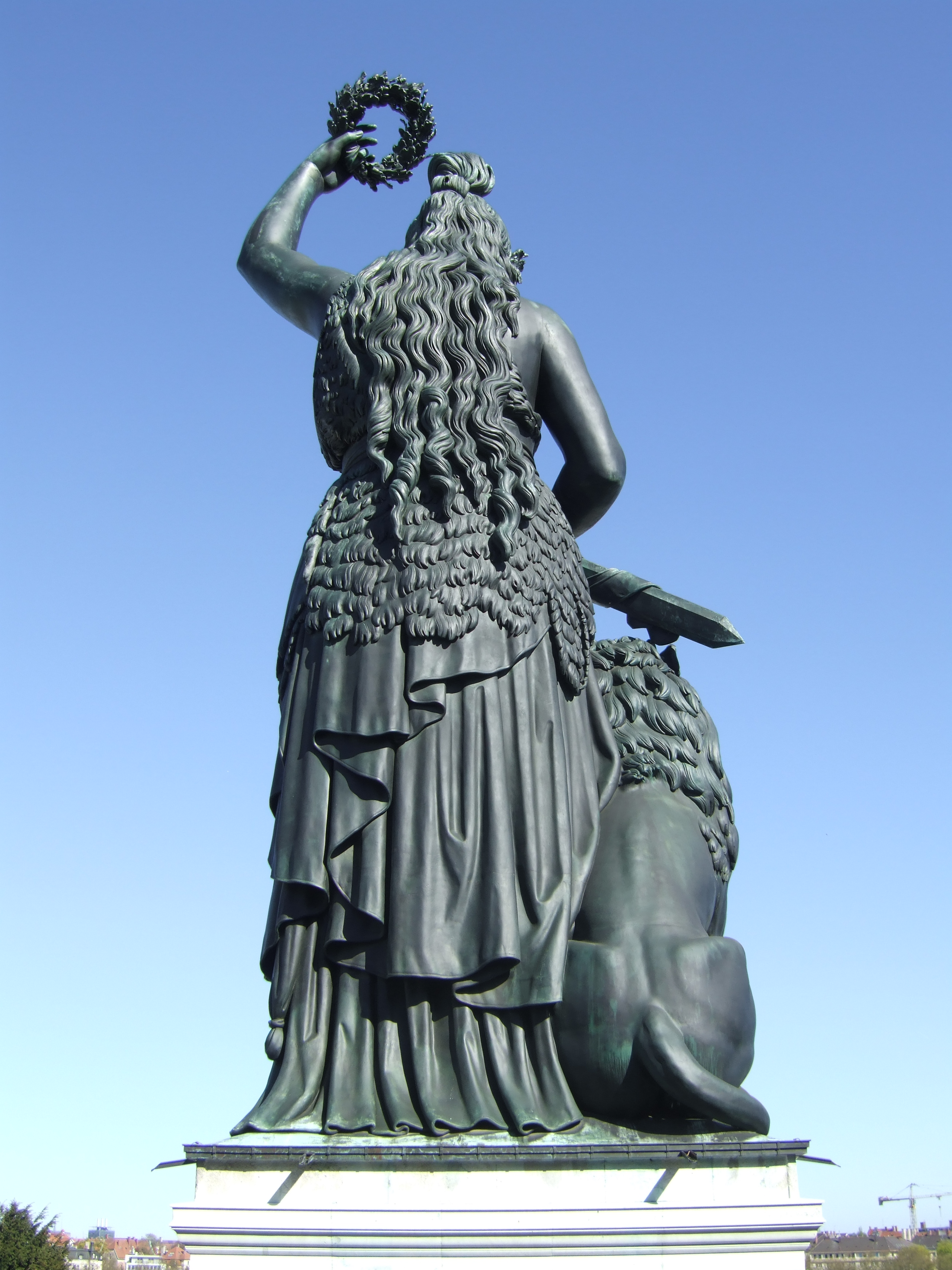
Vista posterior de Bavaria.

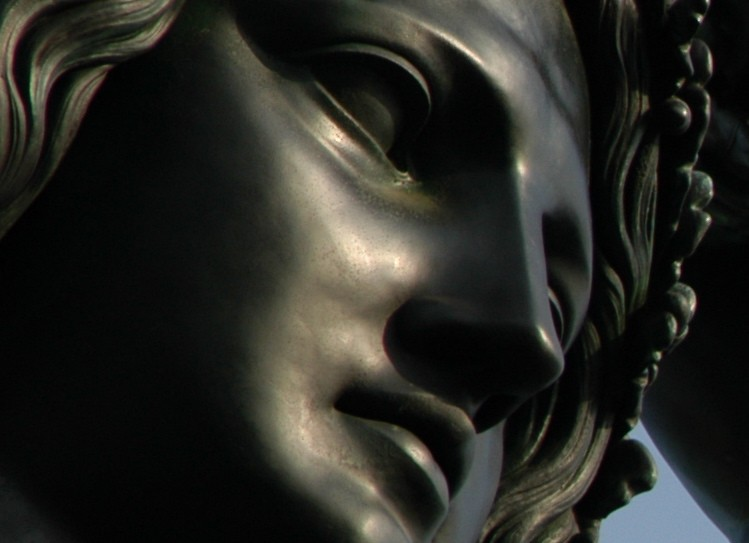
El rostro de Bavaria.

Bavaria (nombre en latín de Baviera) es la figura alegórica femenina que simboliza a Baviera. 
En las artes plásticas, la estatua colosal en bronce ubicada en la Theresienwiese de Múnich es la representación más famosa y también la más monumental de Bavaria. Fue erigida por encargo del rey Luis I de Baviera (1786-1868) en los años 1843-1850 y constituye una unidad con la edificación de la Ruhmeshalle. Representa una proeza técnica en cuanto a estatuas de bronce. En la cabeza de la estatua hay una plataforma de observación para dos personas, accesible por una escalera de caracol, que ofrece una espectacular vista del paisaje.

## Ruhmeshalley Bavaria
La Bavaria en la Theresienwiese constituye una unidad figurativa y simbólica con la edificación de orden dórico con tres alas.  

### Contexto histórico
En la juventud del príncipe Luis, se manifestaban las ambiciones de poder de Napoleón I de Francia, por un lado, y de Austria, por el otro. La casa real de Wittelsbach era entonces apenas un juguete de los dos grandes poderes. Y esto prosiguió hasta 1805, en que Napoleón "libera" a Baviera y pone en el trono a Maximiliano I de Baviera con el título de rey. Durante todo ese tiempo se sucedieron múltiples guerras en tierra bávara, situación que se prolongó hasta la batalla de Leipzig en 1813. En este contexto, el príncipe heredero Luis se hacía ideas acerca de una "Baviera de todas las tribus" y de una "gran nación alemana". Esto le motivó a imaginar varios proyectos edilicios y artísticos de monumentos nacionales representativos. Tras su ascenso al trono en 1825, mandó construir el Walhalla en Ratisbona, la Ruhmeshalle en Múnich y la Befreiungshalle en Kelheim, todas financiadas de su propio presupuesto; con todas ellas procuró representar una unidad política y artística, única en Alemania. Soñaba con convertir a Múnich en la "Atenas del Isar". 

### La edificación
El todavía príncipe heredero convocó a un concurso de ideas en 1833 para una edificación en la Theresienwiese, que "no podía ser copia del Walhalla, ni del Partenón", con lo cual se sugería utilizar otro estilo arquitectónico o bien un diseño imaginativo. En los proyectos presentados se planteó una especie de lucha entre el clasicismo grecorromano y el romanticismo que abrevaba en la Edad Media. Finalmente, en 1834 se decide, por motivos económicos, dejar a un lado los proyectos de Friedrich von Gärtner, Joseph Daniel Ohlmüller y Friedrich Ziebland, y se encarga a Leo von Klenze la construcción de la Ruhmeshalle; del mismo le impresionó la estatua colosal, nunca más vista desde la Antigüedad. 

## Otras alegorías de Baviera
Desde hace siglos, la Tellus Bavarica constituye una alegoría muy frecuente de la "tierra bávara" y se la encuentra en varias representaciones en escudos, pinturas, relieves, accesos a viviendas, y como estatua. En la imagen pública, es ampliamente reconocida la monumental estatua de Bavaria de la Theresienwiese; sin embargo, hay otros ejemplos notables. Uno muy accesible se encuentra en el Hofgarten muniqués, en la cúpula del templo de Diana se colocó originalmente una estatua de Diana de Hubert Gerhard, la cual fue transformada en 1623 por Hans Krumpper en una alegoría de Baviera mediante los atributos que simbolizaban las riquezas naturales del país. El original se encuentra hoy en la Residencia de Múnich.
En 1773, el italiano Bartolomeo Altomonte decoró parte del monasterio barroco de Fürstenzell cerca de Passau y ubicó a Bavaria en el centro del fresco en la Fürstensaal. Está representada como reina en el momento de la coronación por un ángel, rodeada por las alegorías de la Iglesia, el comercio, la agricultura y las artes.
Muy singular es la versión de la alegoría nacional bávara de la pintora Marianne Kürzinger en 1805. En su óleo "Gallia protege a Bavaria" se muestra a una tierna muchachita vestida en celeste, protegida de una tormenta en los brazos de Galia, mientras el león bávaro se arroja contra la adversidad. En la representación se refleja la alianza entre Francia y Baviera de esa época, para protegerse frente al emperador Francisco I de Austria.
Un cuarto de siglo más tarde, Peter von Cornelius y otros artistas decoraron las arcadas del Hofgarten de Múnich con una alegoría de Baviera en forma de fresco. Esta pacífica pero valiente Bavaria lleva una corona, sostiene un escudo y un cetro invertido como símbolo de paz; el león bávaro la acompaña, y dominan un paisaje con montañas y valles fluviales.

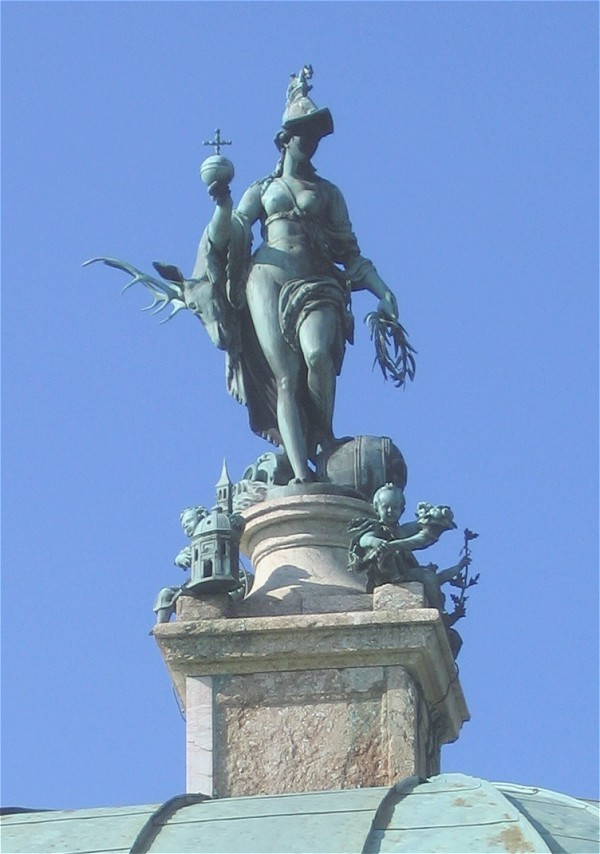
Bavaria en el Templo de Diana, Hofgarten
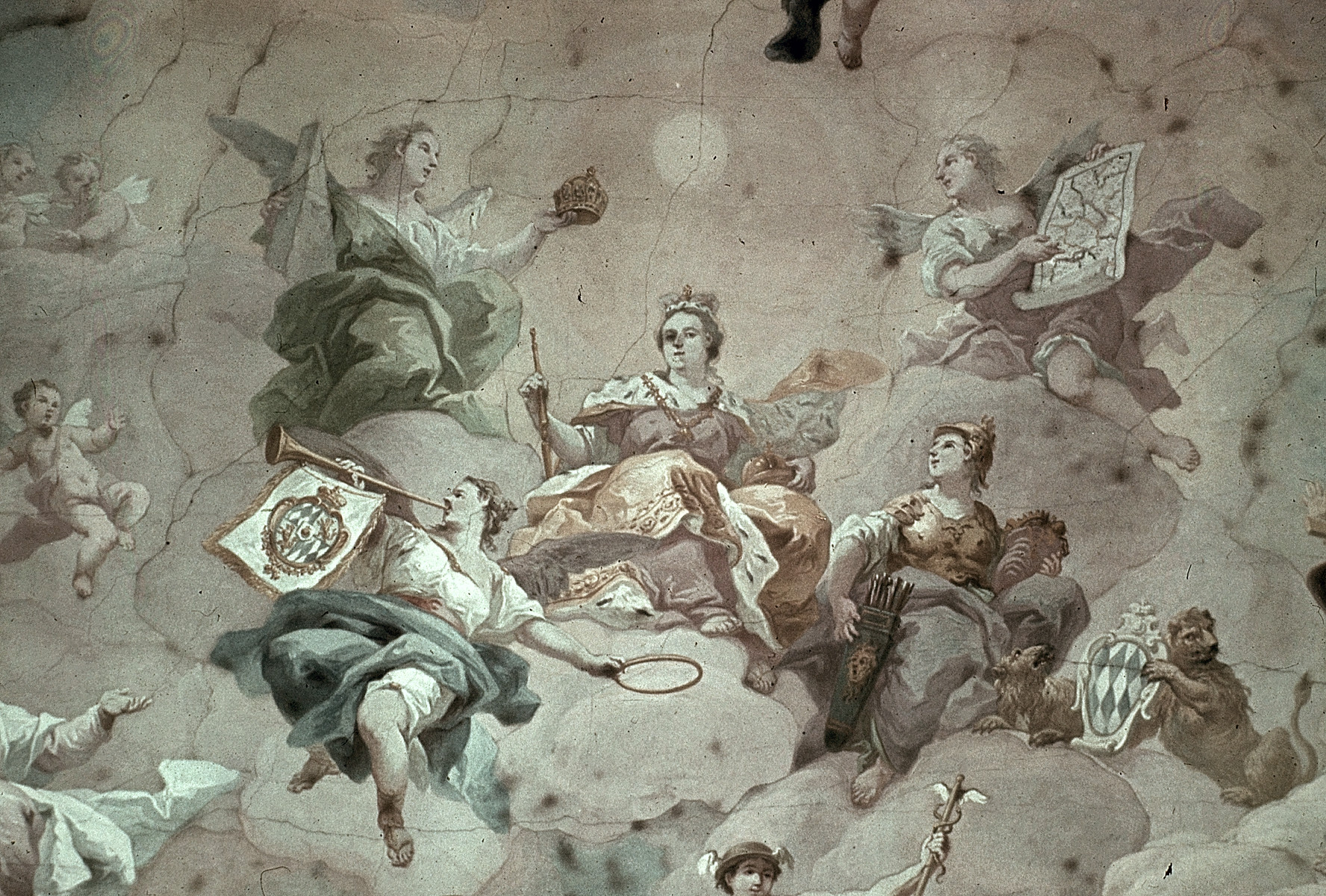
Bavaria en el techo de la Fürstensaal en el monasterio de Fürstenzell, 1773, por Bartolomeo Altomonte
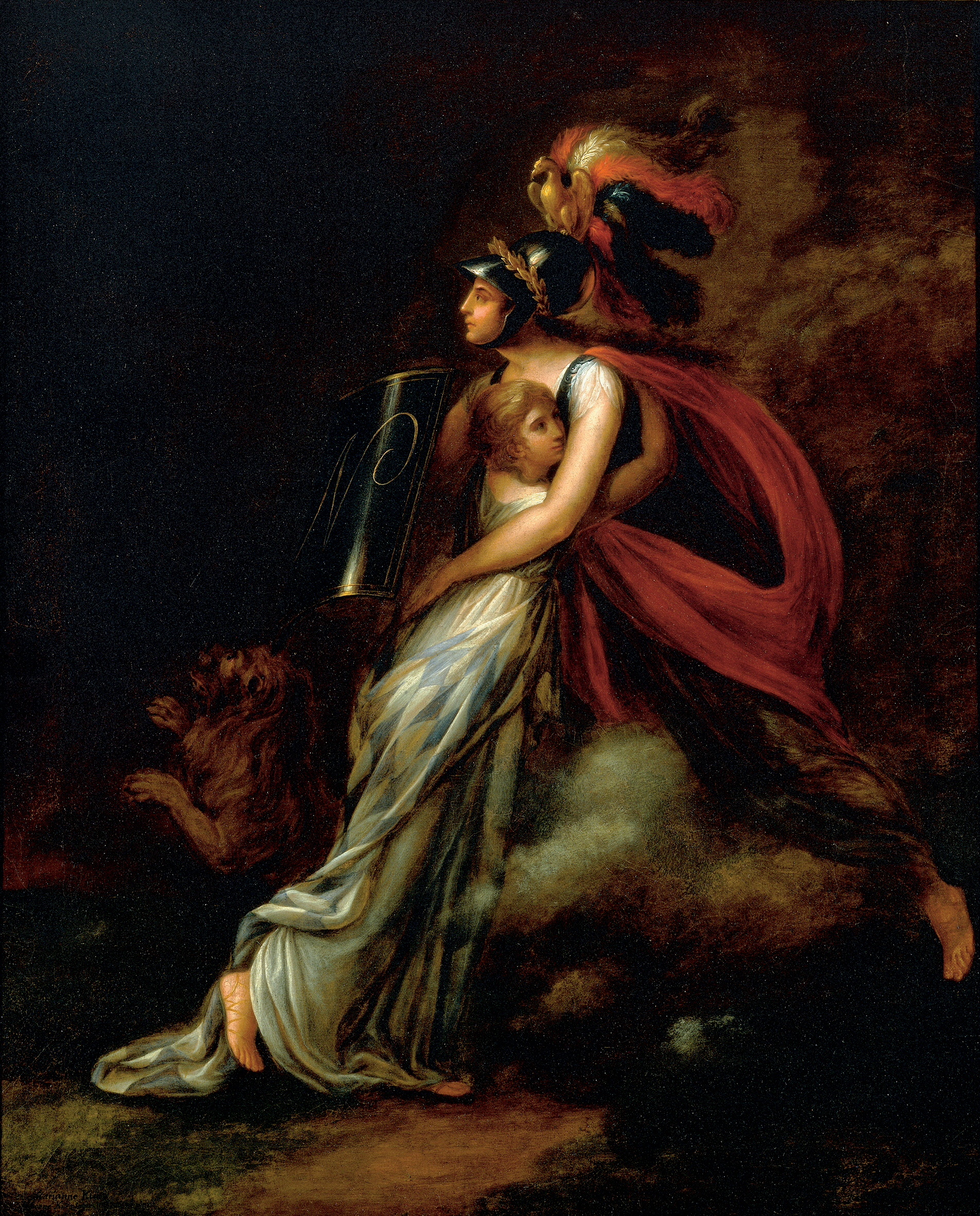
Marianne Kürzinger: “Galia protege a Bavaria”
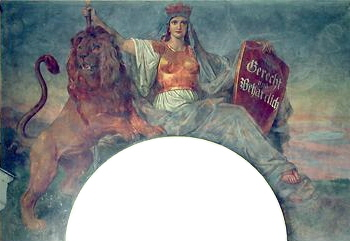
Fresco en las Hofgartenarkaden